# Гворам
Гворам (также гивером, горам; англ. gworam, giverom,  goram) —  чадский язык (или диалект), распространённый в центральных районах Нигерии (в районе Лафия штата Насарава). Входит в кластер кофьяр ангасской группы западночадской языковой ветви.
Численность говорящих — около 3055 человек (1952). Язык/диалект бесписьменный.

## Классификация
Идиом гворам входит в состав кластера кофьяр. Помимо него в данный кластер включаются языки/диалекты кофьяр, мирьям (мерньянг), диммук (доемак), квалла (квагаллак), бвал (бвол), джипал, тенг и шиндай. Языки/диалекты объединения кофьяр являются частью подгруппы сура-ангас ангасской группы западночадской подветви западночадской ветви чадской семьи (ангасская группа также может обозначаться как группа A.3, или сура-герка, а западночадская подветвь как подветвь A).
Гворам и другие идиомы кластера кофьяр чаще всего рассматриваются как диалекты (диалектный пучок), иногда их описывают как отдельные близкородственные языки (название языка или группы языков «кофьяр» выбрано по названию идиома кофьяр, наиболее значимого и самого крупного по числу носителей среди остальных близких ему диалектов/языков). Как диалекты идиомы кластера кофьяр представлены в классификации чадских языков, опубликованной в справочнике языков мира Ethnologue; в классификациях чадских языков, рассматриваемых в работах британского лингвиста Р. Бленча и в классификации, опубликованной в базе данных по языкам мира Glottolog. Как самостоятельные языки идиомы кофьяр отмечены в классификации, данной в работе С. А. Бурлак и С. А. Старостина «Сравнительно-историческое языкознание».